# DDR-Fußball-Bezirksliga 1959
Die DDR-Bezirksliga wurde mit der Saison 1959 zum 8. Mal ausgetragen und war die höchste Spielklasse eines Bezirks sowie die vierthöchste im Ligasystem auf dem Gebiet des DFV.
Der Spielbetrieb der 15 Bezirksligen wurde vom jeweiligen Bezirksfachausschuss (BFA) durchgeführt.
In dieser Saison wurden die Bezirksmeister in 13 eingleisigen und zwei zweigleisigen Ligen ermittelt, die direkt in die übergeordnete II. DDR-Liga aufstiegen.
Den sofortigen Wiederaufstieg gelang dem ASK Vorwärts Rostock, der BSG Lokomotive Kirchmöser und der BSG Chemie Elsterberg.
Wurde die BSG Chemie Schönebeck zum dritten Mal Sieger ihrer Bezirksliga, kamen die anderen Bezirksmeister zu ersten Titelehren. Dem ASK Vorwärts Leipzig und der BSG Motor Neuhaus-Schierschnitz gelang dies gleich als Aufsteiger aus der Bezirksklasse.

## Bezirksmeister
| Bezirk           | Mannschaft                         |
| ---------------- | ---------------------------------- |
| Rostock          | ASK Vorwärts Rostock               |
| Schwerin         | BSG Einheit Ludwigslust            |
| Neubrandenburg   | BSG Einheit Teterow                |
| Potsdam          | BSG Lokomotive Kirchmöser          |
| Ost-Berlin       | BSG Tiefbau Berlin                 |
| Frankfurt (Oder) | BSG Empor Fürstenwalde             |
| Magdeburg        | BSG Chemie Schönebeck              |
| Halle            | BSG Motor Aschersleben             |
| Leipzig          | ASK Vorwärts Leipzig               |
| Cottbus          | BSG Aktivist Schwarze Pumpe        |
| Dresden          | BSG Stahl Gröditz                  |
| Karl-Marx-Stadt  | BSG Motor Werdau                   |
| Erfurt           | BSG Motor Rudisleben-Ichtershausen |
| Gera             | BSG Chemie Elsterberg              |
| Suhl             | BSG Motor Neuhaus-Schierschnitz    |